# Khaoula Hosni
 (octobre 2016).
Œuvres principales
À ta place (2013)
D.A.B.D.A. (2014)
Le Cauchemar du bathyscaphe (2016)
Du Vortex à l'abysse (2017)
Les Cendres du phoenix (2018)
La Fosse de Marianne (2019)
Le Prix du cinquième jour (2021)
Khaoula Hosni ou Khawla Hosny, née le 22 août 1982 à Tunis, est une écrivaine et scénariste tunisienne.

## Biographie

### Autrice
Khaoula Hosni est diplômée en lettres anglaises de l'Institut supérieur des langues de Tunis, et de l'université du Maine. Sa formation académique anglophone ne l'empêche pas de garder des liens profondément enracinés dans la langue et la culture française.
En 2012, elle participe à la 26e édition du Festival national des jeunes auteurs et décroche le premier prix avec sa nouvelle Destin. Le succès de cette expérience l'encourage à faire le grand saut.
En 2013, elle sort son tout premier roman, À ta place, qui décroche le prix Zoubeida Bchir du CREDIF dédié aux écrits féminins. En 2014, elle publie son deuxième roman, D.A.B.D.A., qui décroche le prix spécial du jury aux Comar d'or.
En 2016, elle sort Le Cauchemar du bathyscaphe aux éditions Arabesques, un thriller d'action, le premier d'une trilogie dont Du Vortex à l'abysse (paru en novembre 2017) est le deuxième tome.
En 2018, elle présente le premier livre audio francophone jamais réalisé en Tunisie et dans le monde arabe. Tiré de son roman Le Cauchemar du bathyscaphe, il est enregistré avec sa propre voix.
Parallèlement, elle publie un recueil de deux nouvelles, intitulé Les Cendres du phoenix, aux éditions Arabesques. L'œuvre décroche le prix Zoubeida B'chir en 2019 (au titre de la saison littéraire 2018-2019).
En 2020, elle publie La Fosse de Marianne, troisième tome de la trilogie Into the Deep.
En 2021, elle publie Le Prix du cinquième jour, où elle réinvente les codes de l'intrigue sentimentale et où elle dresse le portrait d'une société où les différences ne sont pas acceptées. En 2022, il est en lice pour le prix Orange du Livre en Afrique.

### Scénariste
En 2022, elle co-scénarise le long métrage de fiction Fractus de Nader Rahmouni, qui est sélectionné dans la compétition officielle des longs métrages de fiction aux Journées cinématographiques de Carthage.

## Liste des œuvres

### Nouvelles
- 2012 : Destin
- 2018 : Les Cendres du phoenix (recueil de nouvelles)

### Romans
- 2013 : À ta place  (ISBN 978-9-93-805651-8)
- 2014 : D.A.B.D.A.  (ISBN 978-9-97-328409-9)
- 2016 : Le Cauchemar du bathyscaphe  (ISBN 978-9-93-807155-9)
- 2017 : Du Vortex à l'abysse  (ISBN 978-9938-07-259-4)
- 2020 : La Fosse de Marianne  (ISBN 978-9-93-807433-8)
- 2021 : Le Prix du cinquième jour  (ISBN 978-9-93-807594-6)

### Scénarios
- 2022 : Fractus de Nader Rahmouni

### Autres
- 2018 : livre audio du roman Le Cauchemar du bathyscaphe[9]